# Boîte de Pandore
Pour les articles homonymes, voir La Boîte de Pandore.
 (février 2024).
Si vous disposez d'ouvrages ou d'articles de référence ou si vous connaissez des sites web de qualité traitant du thème abordé ici, merci de compléter l'article en donnant les références utiles à sa vérifiabilité et en les liant à la section « Notes et références ».

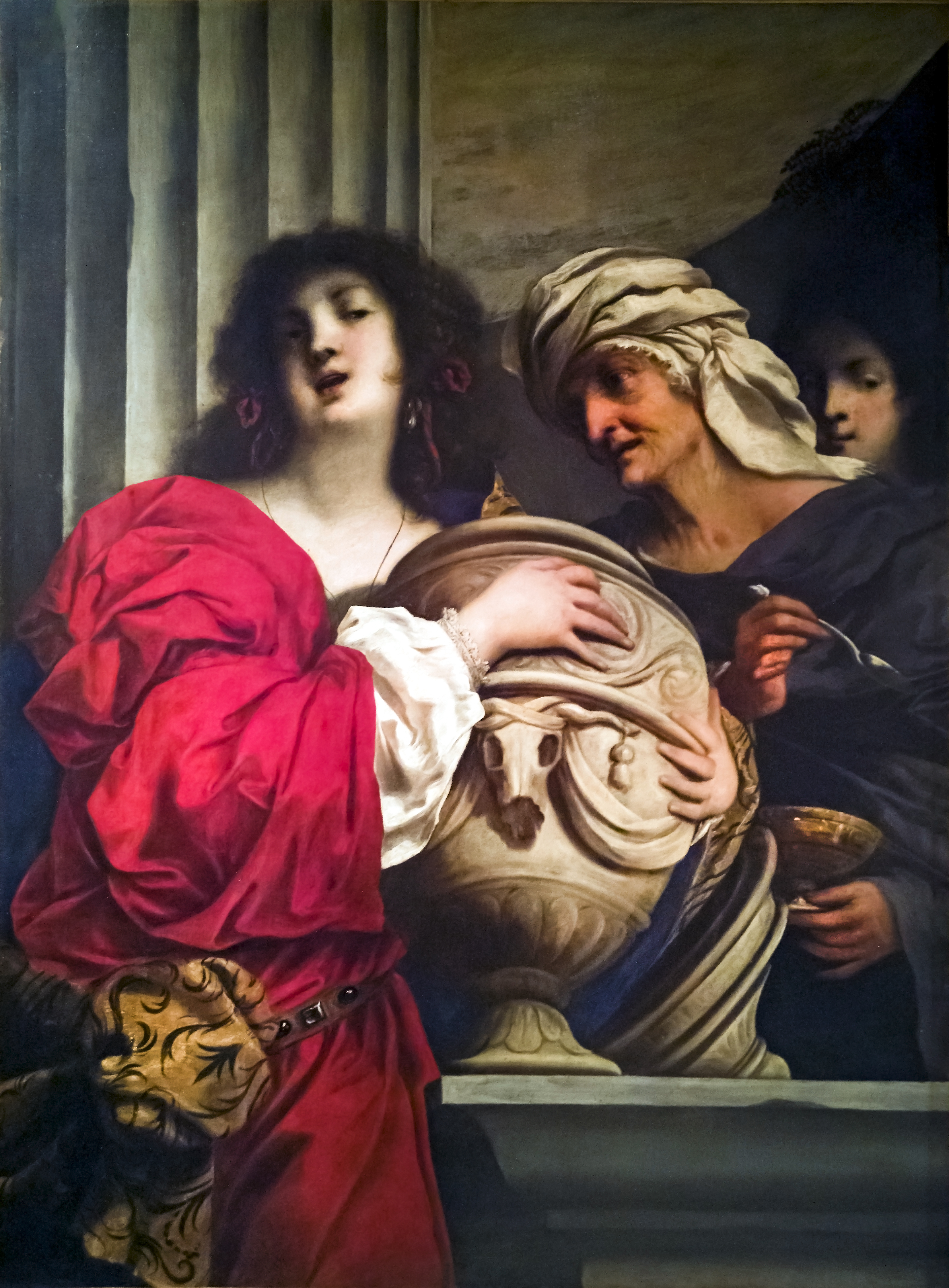
La boite de Pandore était en fait une jarre (peinture de Pietro della Vecchia)

La boîte de Pandore est un artefact de la mythologie grecque lié au mythe de Pandore dans le poème Les Travaux et les Jours d'Hésiode, datant d'environ 700 avant J.-C. Hésiode rapporte que la curiosité de Pandore l'a amenée à ouvrir un récipient laissé à la garde de son mari, libérant ainsi des malédictions physiques et émotionnelles sur l'humanité.
Le récipient mentionné dans le récit original était une grande jarre de stockage, mais le mot a ensuite été mal traduit. Dans les temps modernes, une expression idiomatique s'est développée à partir de l'histoire, signifiant « toute source de problèmes importants et inattendus », ou alternativement « un cadeau qui semble précieux mais qui en réalité est une malédiction ».

## Dans la mythologie

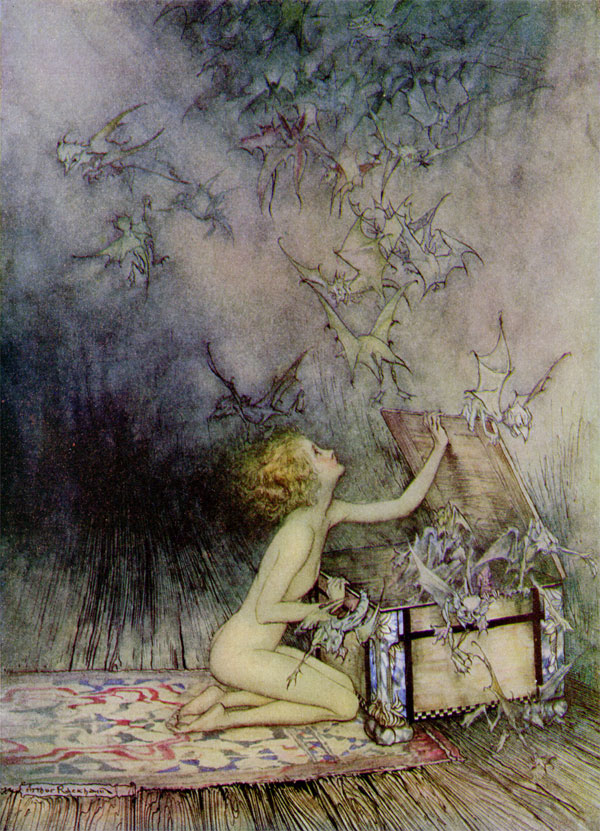
Pandore par Arthur Rackham, en 1922.

Selon Hésiode, lorsque Prométhée vola le feu du ciel, Zeus, le roi des dieux, se vengea en présentant Pandore au frère de Prométhée, Épiméthée. Pandore ouvrit une jarre laissée à sa garde contenant la maladie, la mort et de nombreux autres maux non spécifiés qui furent ensuite libérés dans le monde. Après qu'elle se fut empressée de refermer le récipient, une seule chose resta dans la jarre — généralement traduite par « espoir », bien qu'elle puisse également avoir le sens pessimiste d'« attente trompeuse ».
C'est à partir de cette histoire qu'est née l'expression « ouvrir une boîte de Pandore », qui signifie faire ou commencer quelque chose qui causera de nombreux problèmes imprévus, « ce qui est la source de beaucoup de maux ».

## Étymologie de la «boîte»
Le mot traduit par « boîte » était en fait une grande jarre (πίθος pithos) en grec. Les pithoi étaient utilisés pour stocker du vin, de l'huile, du grain ou d'autres provisions, ou, rituellement, comme récipient pour un corps humain à enterrer, d'où l'on croyait que les âmes s'échappaient et revenaient nécessairement. De nombreux spécialistes voient une analogie étroite entre Pandore elle-même, qui était faite d'argile, et la jarre d'argile qui dispense les maux.
La mauvaise traduction de pithos est généralement attribuée à l'humaniste du XVIe siècle Érasme qui, dans son récit latin de l'histoire de Pandore, a remplacé le grec pithos par pyxis, qui signifie « boîte ». Le contexte dans lequel l'histoire est apparue est le recueil de proverbes d'Érasme, l'Adagia (1508), qui illustre le proverbe latin Malo accepto stultus sapit (en éprouvant des difficultés, un fou devient sage). Dans sa version, la boîte est ouverte par Épiméthée, dont le nom signifie « après-coup » ou, comme le commente Hésiode, « celui que les erreurs ont rendu sage ».

## Contenu
Dans le mythe grec, il existait d'autres récits de jarres ou d'urnes contenant des bienfaits et des maléfices accordés à l'humanité, dont un très ancien récit est relaté dans l'Iliade d'Homère :

« Sur le sol du palais de Jove, il y a deux urnes, l'une remplie de dons maléfiques, l'autre de dons bénéfiques. Celui pour qui Jove, le seigneur du tonnerre, mélange les cadeaux qu'il envoie, rencontrera tantôt la bonne, tantôt la mauvaise fortune ; mais celui à qui Jove n'envoie que de mauvais cadeaux sera montré du doigt avec mépris, la main de la famine le poursuivra jusqu'aux extrémités du monde, et il ira de haut en bas sur la face de la terre, sans être respecté ni des dieux ni des hommes. »

Se démarquant nettement d'Hésiode, le poète élégiaque grec du VIe siècle av. J.-C. Théognis de Mégare, déclare que

« L'espoir est le seul bon dieu qui reste parmi l'humanité ;
les autres sont partis et ont rejoint l'Olympe.
La confiance, un dieu puissant est parti, la retenue a disparu des hommes,
et les Grâces, mon ami, ont abandonné la terre.
Les serments judiciaires des hommes ne sont plus dignes de confiance, et personne ne respecte plus
ne vénère plus les dieux immortels ; la race des hommes pieux a péri et
les hommes ne reconnaissent plus les règles de conduite ni les actes de piété. »

Le poème semble faire allusion à un mythe dans lequel la jarre contenait des bénédictions plutôt que des maux. Il est confirmé à la nouvelle ère par une fable d'Ésope enregistrée par Babrius, dans laquelle les dieux envoient la jarre contenant des bénédictions aux humains. Plutôt qu'une femme nommée, c'est un générique « homme insensé » (ἀκρατὴς ἄνθρωπος) qui ouvre la jarre par curiosité et les laisse s'échapper. Une fois le couvercle remis en place, seul l'espoir subsistait, « promettant qu'elle[Qui ?] accordera à chacun de nous les bonnes choses qui se sont envolées ». Cette version étiologique porte le numéro 312 dans l'index Perry.
À la Renaissance, l'histoire de la jarre est revisitée par deux écrivains immensément influents, André Alciat dans ses Emblemata (1534) et le poète néo-latin Gabriele Faerno dans son recueil de cent fables (Fabulum Centum, 1563). Alciato ne fait qu'une allusion à l'histoire en représentant la déesse Espérance assise sur une jarre dans laquelle, déclare-t-elle, « je suis restée seule à la maison quand les maux volaient tout autour, comme vous l'a dit la muse vénérée du vieux poète [Hésiode] ». Le court poème de Faerno traite également de l'origine de l'espoir, mais dans ce cas, c'est le reste des « bénédictions universelles » (bona universa) qui s'est échappé : « De toutes les bonnes choses qui manquent aux mortels, L'espoir dans l'âme seul reste en arrière ».
Une idée de la nature des bienfaits perdus est donnée dans une gravure de la Renaissance de Giulio Bonasone, où le coupable est le mari de Pandore, Epiméthée. Il est représenté tenant le couvercle d'une grande jarre de stockage d'où s'envolent des représentations féminines des vertus romaines. Elles sont identifiées par leurs noms en latin : sécurité (salus), harmonie (concordia), équité (aequitas), miséricorde (clementia), liberté (libertas), bonheur (felicitas), paix (pax), valeur (virtus) et joie (laetitia). L'espérance (spes) est retardée sur la lèvre et tient en l'air la fleur qui est son attribut.

## Difficultés d'interprétation
Dans l'érudition hésiodique, le point crucial de l'interprétation a perduré : l'espoir emprisonné dans une jarre pleine de maux doit-il être considéré comme un bienfait pour l'humanité, ou comme une malédiction supplémentaire ? Un certain nombre de manuels de mythologie font écho aux sentiments de M. L. West : « [Le maintien de l'espoir dans la jarre] est réconfortant, et nous devons être reconnaissants pour cet antidote à nos maux actuels. » Certains spécialistes, comme Mark Griffith, adoptent toutefois un point de vue opposé : « [L'espoir] semble être un bienfait refusé aux hommes afin que leur vie soit d'autant plus morne et déprimante. » L'interprétation repose sur deux questions connexes : premièrement, comment rendre elpis, le mot grec habituellement traduit par « espoir » ? Deuxièmement, la jarre préserve-t-elle elpis pour les hommes, ou la tient-elle à l'écart des hommes ?
Comme pour la plupart des mots grecs anciens, elpis peut être traduit de plusieurs façons. Un certain nombre de spécialistes préfèrent la traduction neutre de « attente ». Les auteurs classiques utilisent le mot elpis pour signifier « attente de malheur », mais aussi « attente de bonheur ». Une analyse statistique démontre que ce dernier sens apparaît cinq fois plus que le premier dans toute la littérature grecque ancienne existante. D'autres soutiennent l'opinion minoritaire selon laquelle elpis devrait être rendu par « attente du mal » (vel sim).
La réponse à la première question dépend largement de la réponse à la seconde : la jarre doit-elle être interprétée comme une prison ou comme un garde-manger ? La jarre sert certainement de prison pour les maux que Pandore a libérés — ils n'affectent l'humanité qu'une fois sortis de la jarre. Certains ont affirmé que la logique veut que la jarre serve également de prison pour elpis, en le retenant à l'écart de la race humaine. Si elpis signifie espoir, le ton du mythe est pessimiste : tous les maux du monde ont été dispersés depuis la jarre de Pandore, tandis que la seule force potentiellement atténuante, l'espoir, reste solidement enfermée à l'intérieur. Une interprétation moins pessimiste comprend le mythe pour dire : d'innombrables maux se sont échappés de la jarre de Pandore et empoisonnent l'existence humaine ; l'espoir que l'humanité puisse être capable de maîtriser ces maux reste emprisonné dans la jarre. La vie n'est pas sans espoir, mais les êtres humains sont désespérément humains.
On a également soutenu que l'espoir était simplement l'un des maux contenus dans la jarre, le faux espoir, et qu'il n'était pas bon pour l'humanité, puisque, plus loin dans le poème, Hésiode écrit que l'espoir est vide (498) et non bon (500) et qu'il rend l'humanité paresseuse en la privant de son assiduité, ce qui la rend encline au mal.
Dans Humain, trop humain, le philosophe Friedrich Nietzsche affirme que « Zeus ne voulait pas que l'homme jette sa vie en l'air, peu importe à quel point les autres maux le tourmentent, mais plutôt qu'il continue à se laisser tourmenter à nouveau. C'est pour cela qu'il lui donne de l'espoir. En vérité, c'est le plus mauvais des maux, car il prolonge le tourment de l'homme. »
Une objection à l'interprétation « l'espérance est bonne/la jarre est une prison » oppose que, si la jarre est pleine de maux, alors que fait l'espérance — une bénédiction — parmi eux ? Cette objection conduit certains à rendre elpis comme l'attente du mal, ce qui rendrait le ton du mythe quelque peu optimiste : bien que l'humanité soit troublée par tous les maux du monde, elle est au moins épargnée par l'attente continuelle du mal, qui rendrait la vie insupportable.
La lecture optimiste du mythe est exprimée par M. L. West. Elpis prend le sens plus commun d'espérance expectative. Et si la jarre a servi de prison pour les maux qui s'en sont échappés, elle sert ensuite de résidence à l'Espérance. West explique : « Il serait absurde de représenter soit la présence des maux par leur confinement dans une jarre, soit la présence de l'espoir par son évasion d'une jarre. » L'espoir est donc préservé comme un bienfait pour les humains.

## Réparer les torts
Ni Alciato ni Faerno n'avaient désigné le responsable de l'ouverture de la jarre, se contentant de dire qu'il s'agissait d'un « mortel ». À la Renaissance, c'est le nom d'Epiméthée qui est le plus souvent mentionné, comme dans la gravure de Bonasone et la mention du partenaire de Pandore dans un rondeau qu'Isaac de Benserade a pris l'initiative d'insérer dans sa version légère des Métamorphoses (1676) — bien qu'Ovide n'ait pas écrit à ce sujet lui-même.

« Dans une jarre un odieux trésor est
enfermé par la volonté des dieux :
Un cadeau qui n'est pas de tous les jours,
La propriétaire est Pandore seule ;
Et ses yeux, ceci en main,
Commandent les meilleurs du pays
Comme elle vole de près et de loin ;
La beauté ne peut pas rester
enfermée dans un bocal.
Quelqu'un a pris ses yeux, il a pris
Un regard sur ce qui lui plaisait tant
Et le chagrin et le malheur sont apparus
Dont on ne se débarrassera jamais,
Car le ciel avait caché
Cela dans le bocal. »

La gravure de Sébastien Le Clerc qui accompagnait le poème dans le livre montre Pandore et Epiméthée assis de part et d'autre d'une jarre d'où s'échappent des nuages de fumée emportant les maux qui s'échappent. Le couvercle de la jarre est clairement dans la main d'Epiméthée. Paolo Farinati, un artiste vénitien antérieur, est également à l'origine d'une gravure qui impute la faute à Epiméthée, le représentant en train de soulever le couvercle de la jarre que tient Pandore.
Une autre gravure vénitienne, attribuée à Marco Angelo del Moro (actif de 1565 à 1586), est beaucoup plus énigmatique. Habituellement intitulée La Boîte de Pandore, ou les sciences qui illuminent l'esprit humain, elle représente une femme en robe antique ouvrant un coffret orné d'où jaillissent des livres, des manuscrits, des serpents et des chauves-souris. Aux côtés de Pandore se trouve une femme portant un tison ardent, tandis qu'une figure cornue s'enfuit dans la direction opposée. Au-dessus, une voûte courbe est peinte des signes du zodiaque vers lesquels le dieu du soleil Apollon pointe, tandis qu'en face de lui, un autre personnage tombe à travers les étoiles. Les commentateurs attribuent à ces symboles des significations aussi contradictoires que le contenu du coffre. Selon une lecture, la main que Pandore lève vers son visage fait d'elle la figure de l'ignorance, tandis que ses yeux sont protégés parce qu'elle est éblouie et que les serpents qui rampent dans le coffre sont d'anciens symboles de sagesse. Apollon, assis au-dessus, désigne le Verseau, le signe zodiacal de janvier/février, qui marque la « montée du soleil » à partir du creux de l'hiver. La figure qui tombe en face de lui peut être identifiée soit comme Lucifer, soit comme la nuit fuyant devant l'aube ; dans les deux cas, les ténèbres de l'ignorance sont sur le point d'être dissipées. La question reste de savoir si la boîte ainsi ouverte sera finalement reconnue comme une bénédiction ; si la nature ambiguë de la connaissance est soit d'aider, soit de blesser.
Dans les siècles suivants, l'art a généralement mis l'accent sur la personne de Pandore. À quelques exceptions près, la boîte n'est apparue que comme son attribut. La scène de rue de René Magritte en 1951, l'une des rares peintures modernes à porter le titre de Boîte de Pandore, est aussi énigmatique que les gravures allégoriques de la Renaissance.

## Théâtre
Dans la première moitié du XVIIIe siècle, trois pièces françaises ont été produites sous le titre La Boîte - ou Boëte - de Pandore. Dans chacune d'elles, l'intérêt principal porte sur les effets sociaux et humains des maux libérés par la boîte et dans une seule d'entre elles, Pandore apparaît comme un personnage. La pièce de 1721 d'Alain-René Lesage a été publiée dans le cadre de La Fausse Foire, un drame en prose en un acte de 24 scènes dans le style de la commedia dell'arte. À son ouverture, Mercure a été envoyé sous les traits d'Arlequin pour vérifier si la boîte donnée par Jupiter à la statue animée Pandore a été ouverte. Il s'emploie à semer le trouble dans le village autrefois heureux de Pandore, déclenchant l'ambition, la concurrence, la cupidité, l'envie, la jalousie, la haine, l'injustice, la trahison et la maladie. Au milieu de l'effondrement social, Pierrot se brouille avec la fiancée qu'il était sur le point d'épouser au début de la pièce et celle-ci se fiance à un arriviste.
La pièce de Philippe Poisson (1682-1743) est une comédie en vers en un acte, créée en 1729. Mercure y visite le royaume de Pluton pour y interviewer les maux qui vont bientôt se déchaîner sur l'humanité. Les personnages Vieillesse, Migraine, Misère, Haine, Envie, Paralysie, Angine, Fièvre et Transport (instabilité émotionnelle) lui rapportent leurs effets. Ils sont précédés par l'Amour, qui soutient qu'il mérite de figurer parmi eux en tant que perturbateur social. La pièce plus tardive de 1743 a été écrite par Pierre Brumoy et sous-titrée la curiosité punie. Cette comédie satirique en trois actes se déroule dans la maison d'Epiméthée et des six enfants récemment créés par Prométhée. Mercure vient en visite, apportant avec lui la boîte fatale. Dans celle-ci se trouvent les maux qui vont bientôt subvertir l'innocence des nouvelles créations. Tout d'abord sept flatteurs : le Génie des Honneurs, des Plaisirs, des Richesses, du Jeu (paquet de cartes à la main), du Goût, de la Mode (habillé en Arlequin) et du Faux Savoir. Viennent ensuite sept apporteurs de mal : l'envie, le remords, l'avarice, la pauvreté, le mépris, l'ignorance et l'inconstance. Les enfants corrompus sont rejetés par Prométhée, mais l'espoir arrive à la fin pour apporter une réconciliation.
Il ressort de ces pièces que, en France du moins, la responsabilité s'est déplacée de Pandore vers le dieu farceur qui organise la subversion de l'humanité et en profite. Bien que les maux physiques figurent parmi les fléaux qui frappent l'humanité, l'accent est davantage mis sur les passions perturbatrices qui détruisent la possibilité d'une vie harmonieuse.

## Poésie
Deux poèmes en anglais traitant de l'ouverture de la boîte par Pandore se présentent sous la forme de monologues, bien que Frank Sayers ait préféré le terme de monodrame pour sa récitation avec interludes lyriques, écrite en 1790. Dans cette pièce, Pandore descend du ciel après avoir été dotée de cadeaux par les dieux et se sent donc habilitée à ouvrir le coffret qu'elle porte, libérant ainsi les querelles, les soins, l'orgueil, la haine et le désespoir. Dans le poème de Samuel Phelps Leland (1839-1910), Pandore est déjà arrivée dans la maison d'Epiméthée et se sent tout aussi sûre d'avoir le privilège de satisfaire sa curiosité, mais le résultat est pire. En fermant le couvercle trop tôt, elle a ainsi « lâché toutes les malédictions sur l'humanité/ Sans espoir d'atténuer leur douleur ». C'est le dilemme exprimé dans le sonnet que Dante Gabriel Rossetti a écrit pour accompagner sa peinture à l'huile de 1869-71. Les dons dont Pandore a été dotée et qui l'ont rendue désirable sont finalement subvertis, « les bonnes choses se sont transformées en malheurs... Tu ne peux pas savoir/ Si l'espoir qui s'y trouve encore est vivant ou mort ». Dans son tableau, Rossetti souligne ce point en faisant jaillir un halo de feu du cercueil qui s'ouvre et sur lequel est inscrite la devise NESCITUR IGNESCITUR (inconnu il brûle).
Alors que les orateurs des monologues en vers sont des personnages blessés par leur propre simplicité, la Pandore en robe rouge peinte par Rossetti, avec son regard expressif et ses mains allongées autour du coffret orné de bijoux, est une figure plus ambiguë. Il en va de même pour la jeune fille de l'aquarelle de Lawrence Alma-Tadema représentant Pandore, comme l'indiquent les commentaires de certains de ses interprètes. De profil dans un paysage marin, rousse et nue, elle contemple l'urne soulevée vers elle « avec un regard de curiosité animale », selon un critique contemporain, ou bien « perdue dans la contemplation d'un trésor des profondeurs » selon un autre témoignage. Dans l'iconographie de l'époque, une telle figure est généralement associée à la femme fatale, mais dans ce cas, la couronne de jacinthes sur sa tête identifie Pandore comme une innocente jeune fille grecque. Néanmoins, la présence du sphinx qu'elle regarde avec une telle curiosité suggère une personnalité sur le point d'acquérir une connaissance néfaste qui niera désormais ses qualités simples. Le nom de Pandore annonce déjà son avenir.